# Ménétrol
Ménétrol – miejscowość i gmina we Francji, w regionie Owernia-Rodan-Alpy, w departamencie Puy-de-Dôme.
Według danych na rok 1990 gminę zamieszkiwało 1759 osób, a gęstość zaludnienia wynosiła 197 osób/km² (wśród 1310 gmin Owernii Ménétrol plasuje się na 123. miejscu pod względem liczby ludności, natomiast pod względem powierzchni na miejscu 852.).